# 정현 (가수)
정현(1979년 ~ )은 대한민국의 가수다. 2020년 EP 《인생드라마》로 데뷔했다.

## 방송
- K트롯 서바이벌 골든마이크 (2019) - Top22

## 음반
- 인생드라마 (2020)